# Goran Drulić
Goran Drulić (in serbo Горан Друлић?; Negotin, 17 aprile 1977) è un ex calciatore serbo, di ruolo attaccante.

## Carriera

### Club
Debutta da professionista nel 1995, diciottenne, con la Stella Rossa, ma le sue ottime doti realizzative gli valgono l'interesse da parte dei grossi club europei, tanto da passare, in prestito, al Barcellona B.
Rientrato in patria, diventa un'importante pedina nello scacchiere biancorosso, tanto da segnare ben 16 gol nel campionato 2000-2001, e festeggia la vittoria di due campionati della RF di Jugoslavia e di altrettante Coppe di Jugoslavia.
Nell'estate del 2001 si trasferisce in Spagna, al Real Saragozza per 12.8 milioni di euro, diventando così il giocatore più costoso acquistato dal club aragonese . I continui infortuni ne limitano grandemente le prestazioni. Nei suoi quattro anni con il Real Saragozza contribuisce alla vittoria della Coppa del Re 2003-2004 e della Supercoppa di Spagna nel 2004.
Si trasferisce quindi in Belgio, al Lokeren , e poi in Grecia, all'OFI Creta.
Nel 2008 passa al Kavala, in Beta Ethniki, la seconda serie del campionato greco di calcio.
Nel 2009 ritorna in Spagna, prima al CD La Muela e poi all'Andorra CF. Nel 2012 passa al Club Deportivo Sariñena, squadra aragonese della Tercera División, dove ritrova l'allenatore Emilio Larraz.
Si ritira nel 2013

### Nazionale
Ha esordito con la Nazionale della Jugoslavia il 15 novembre 2000 contro la Romania. In totale ha collezionato quattro presenze, senza segnare alcun gol.

## Statistiche

### Cronologia presenze e reti in Nazionale
| Cronologia completa delle presenze e delle reti in nazionale ― Jugoslavia | Cronologia completa delle presenze e delle reti in nazionale ― Jugoslavia | Cronologia completa delle presenze e delle reti in nazionale ― Jugoslavia | Cronologia completa delle presenze e delle reti in nazionale ― Jugoslavia | Cronologia completa delle presenze e delle reti in nazionale ― Jugoslavia | Cronologia completa delle presenze e delle reti in nazionale ― Jugoslavia | Cronologia completa delle presenze e delle reti in nazionale ― Jugoslavia | Cronologia completa delle presenze e delle reti in nazionale ― Jugoslavia |
| Data                                                                      | Città                                                                     | In casa                                                                   | Risultato                                                                 | Ospiti                                                                    | Competizione                                                              | Reti                                                                      | Note                                                                      |
| ------------------------------------------------------------------------- | ------------------------------------------------------------------------- | ------------------------------------------------------------------------- | ------------------------------------------------------------------------- | ------------------------------------------------------------------------- | ------------------------------------------------------------------------- | ------------------------------------------------------------------------- | ------------------------------------------------------------------------- |
| 15-11-2000                                                                | Bucarest                                                                  | Romania                                                                   | 2 – 1                                                                     | Jugoslavia                                                                | Amichevole                                                                | -                                                                         | 89’                                                                       |
| 13-12-2000                                                                | Xanthi                                                                    | Grecia                                                                    | 1 – 1                                                                     | Jugoslavia                                                                | Amichevole                                                                | -                                                                         | 86’                                                                       |
| 28-3-2001                                                                 | Lubiana                                                                   | Slovenia                                                                  | 1 – 1                                                                     | Jugoslavia                                                                | Qual. Mondiali 2002                                                       | -                                                                         | 57’                                                                       |
| 25-4-2001                                                                 | Belgrado                                                                  | Jugoslavia                                                                | 0 – 1                                                                     | Russia                                                                    | Qual. Mondiali 2002                                                       | -                                                                         | 72’                                                                       |
| Totale                                                                    |                                                                           | Presenze                                                                  | 4                                                                         |                                                                           | Reti                                                                      | 0                                                                         |                                                                           |

## Palmarès

### Club
- Campionato serbo: 2

Stella Rossa: 1999-2000, 2000-2001
- Coppa di Jugoslavia: 2

Stella Rossa: 1998-1999, 1999-2000
- Coppa di Spagna: 1

Real Saragozza: 2003-2004
- Supercoppa di Spagna: 1

Real Saragozza: 2004

### Individuale
- Capocannoniere della Coppa UEFA: 1

2000-2001 (6 gol)